# ネフスキー大通り

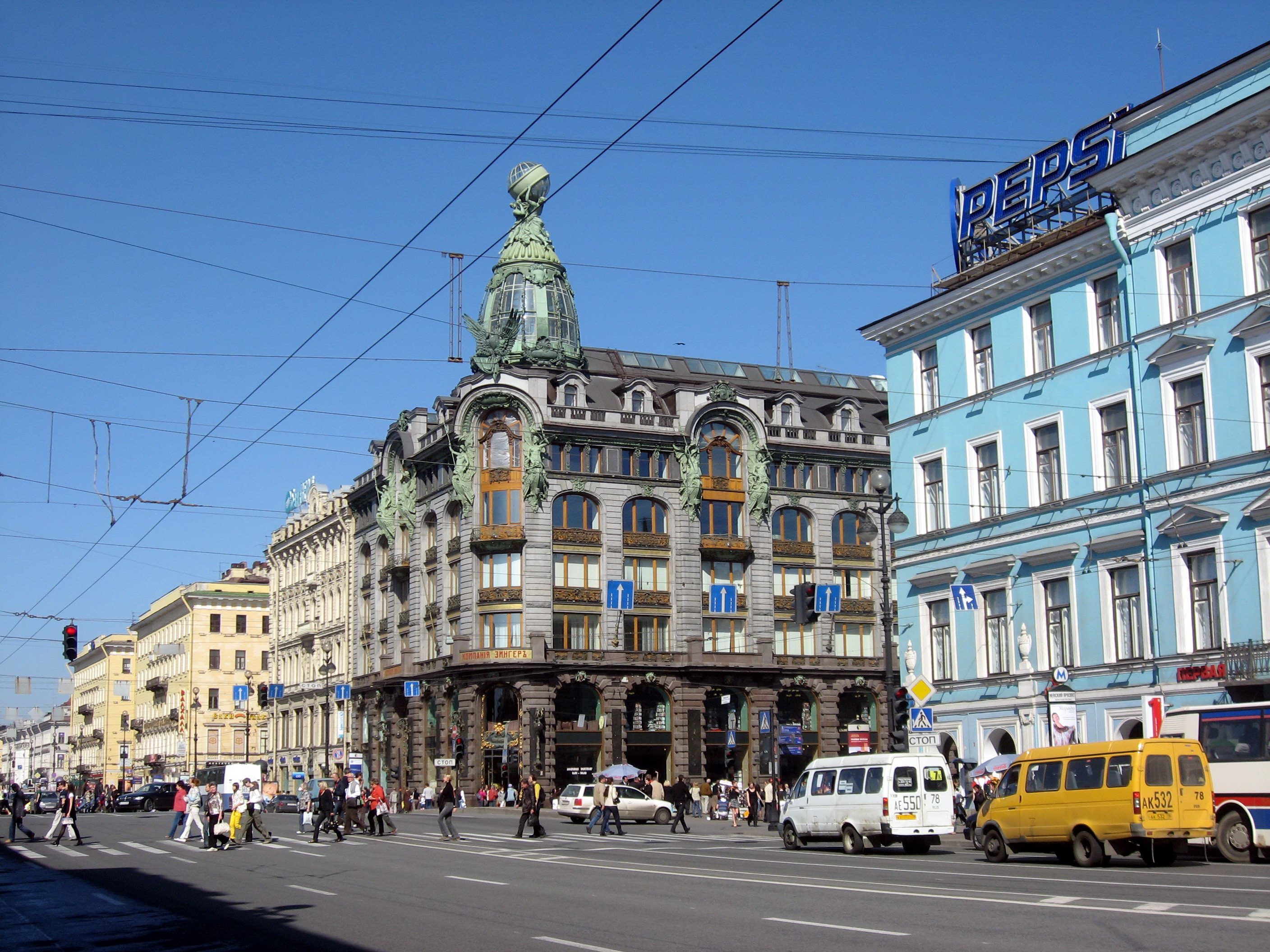
ネフスキー大通り

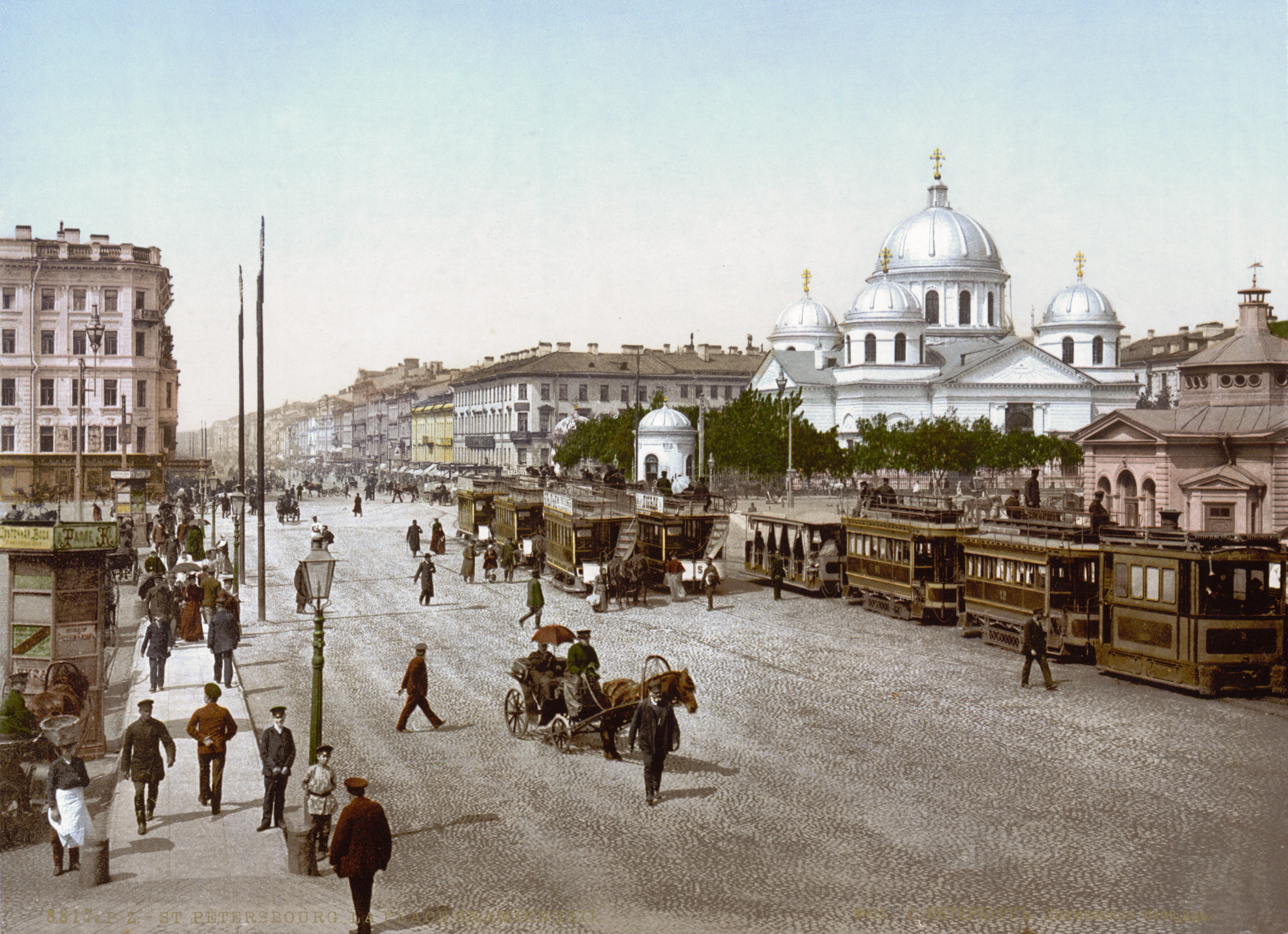
1890年代の蜂起広場付近

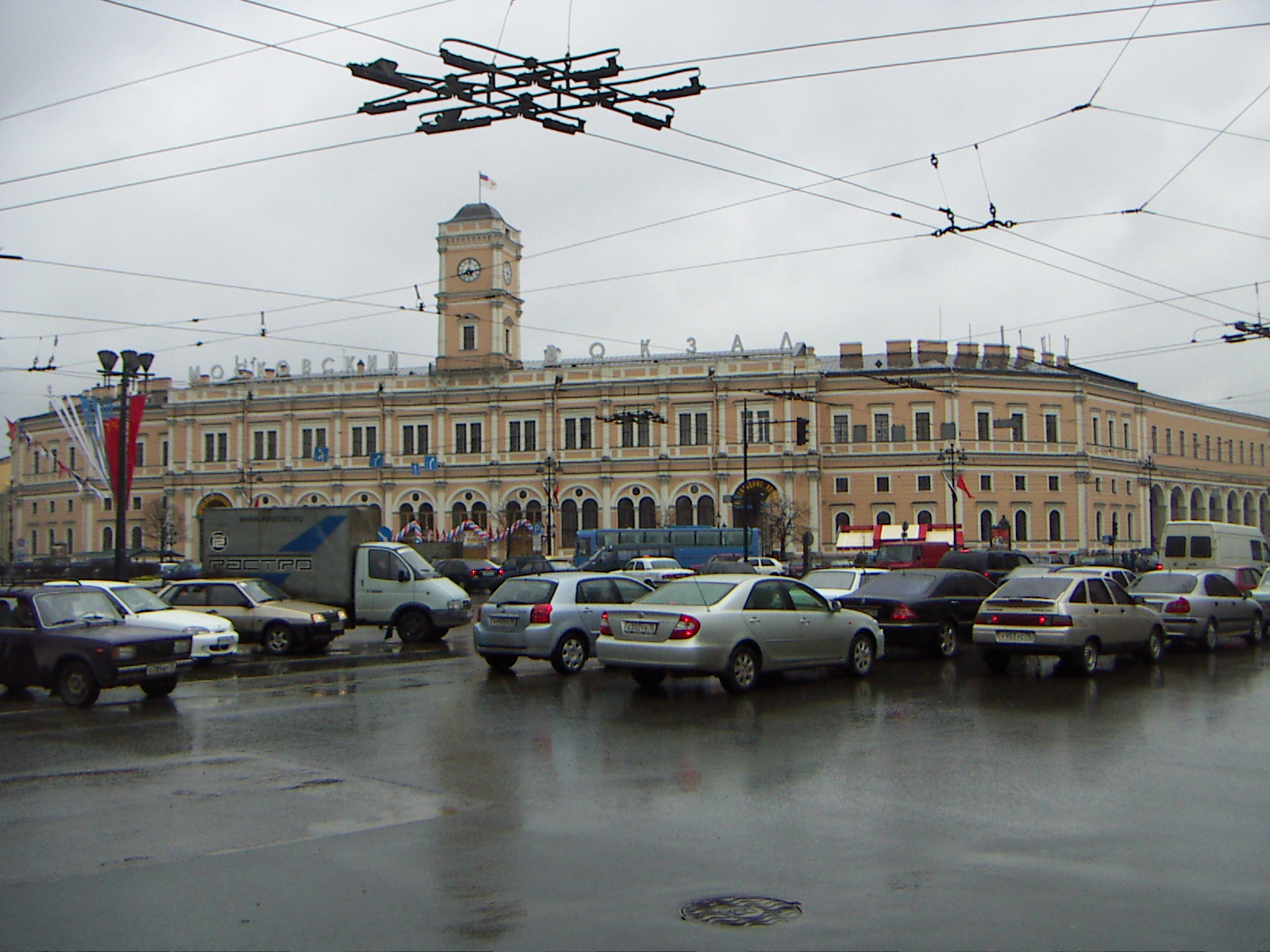
モスコーフスキー駅

ネフスキー大通り（ネフスキーおおどおり、ロシア語：Не́вский проспе́кт（ニェーフスキイ・プラスピェークト））は、ロシアのサンクトペテルブルクにあるメインストリートである。ネフスキー大通りは、ピョートル1世（大帝）によって、ノヴゴロドとモスクワへの街道として建設が計画された。「ネフスキー」の名は大通りの東端に位置するアレクサンドル・ネフスキー大修道院に由来する。現在のネフスキー大通りは、旧海軍省、アレクサンドロフスキー公園からモスコーフスキー駅（モスクワ駅）のある蜂起広場を経てネフスキー大修道院に至る。
沿道には、ペテルブルクを代表する建築が立ち並ぶ。主なものとしては、建築家バルトロメオ・ラストレッリによるストロガノフ宮殿、ペテルブルクにおける巨大な新古典主義建築として知られるカザン聖堂、アール・ヌーヴォー様式の「本の家」（ジンガー書店）、18世紀に建立された6つの教会や、啓蒙専制君主として名高い女帝エカテリーナ2世の記念碑など歴史的、宗教的施設の他、ゴスチーヌイ・ドヴォールと呼ばれる18世紀のショッピングセンター、パサージュ百貨店（The Passage）や、グランド・ホテル・ヨーロッパ、ネフスキー・パレスなどのホテルが林立している。この他、文教施設としては、ロシア国立図書館がある。ネフスキー大通りのほぼ真ん中をフォンタカ運河が横切るが、ここに掛けられているアニーチコフ橋は馬の銅像とともに有名である。
ネフスキー大通りは、ペテルブルクを舞台とするロシア文学、小説に頻繁に登場する。ゴーゴリは、ペテルブルクの喧噪を『ネフスキー大通り』などの小説に書き表している。19世紀ロシア文学の黄金時代を築いた文豪たちが通ったカフェ・レストランが「文学カフェ」としてこの通りに面して残っている。
ロシア革命後、ソビエト政権が樹立すると、1918年から1944年までの間、ロシアで起きた最初の革命的出来事であるデカブリストの乱を記念する「十月二十四日大通り」の名で呼ばれた。

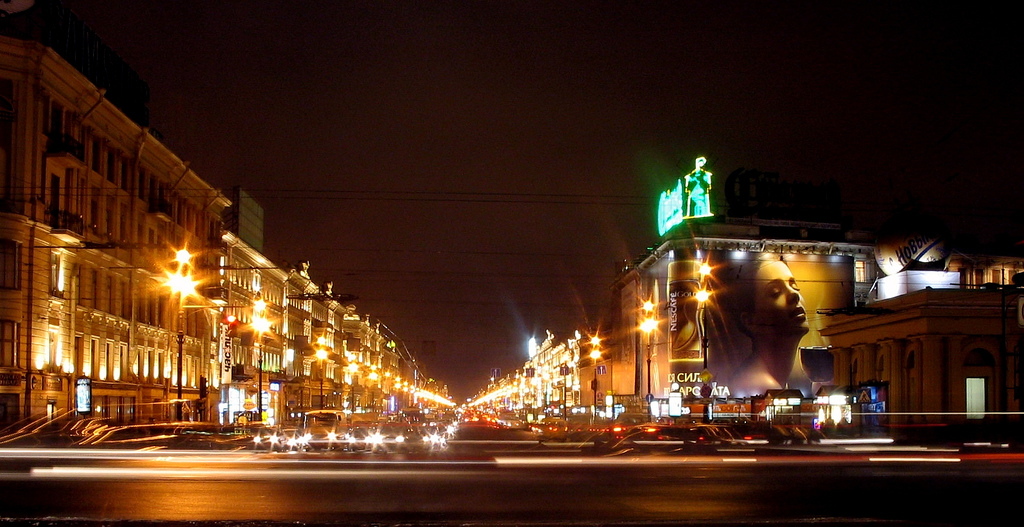
ネフスキー大通りの夜景

今日、ネフスキー大通りは、サンクトペテルブルクの目抜き通りとして都市機能の中枢を担っている。繁華街として昼夜を分かたず、多くの市民の生活の中心であり、高級な商店、住宅などが存在または建設中である。「日本センター」もカザン聖堂近くのこの大通りに面したビル内に設置されている。  また、金融街としても注目されている。